# 石川蓮美
石川 蓮美（いしかわ はすみ、1987年5月6日 - ）は日本のグラビアアイドル、タレント。
レースクィーンを経て、グラビアタレントとしてCMモデル、番組アシスタントMC、撮影会モデルなどテレビ出演や雑誌を中心に活動している。
温泉ソムリエ、サプリメントアドバイザーの資格をもっている。
大型自動二輪免許を持ち、現在ハーレー1200ccに乗っている。

## 来歴
2013年、グラビアモデルでデビュー
2016年11月、小学館mobaman-Fにて、漫画原作者デビュー
2018年9月、劇場用映画『HONEY SCOOPER』の主演に抜擢され、女優デビュー

## 出演

### TV
- 明日のSHOW（アシスタント、東京MX）
- 真夜中のおバカ騒ぎ！ THE SEXY♡ACADEMY（レギュラー、東京MX/千葉テレビ）
- MSA ドコかde 談話（レギュラートークアシスタント、テレビ信州）
- はすみ'n キッチン（冠番組、2014年12月～2016年2月、長野テレビ）
- グラパチ登竜門（パチンコ番組、アイドル専門チャンネルPigoo、スカパー）
- 現金輸送者　仕掛け人（バラエティー番組、NTV）
- ダウンタウンのガキの使いあらへんで!　TKO 木下7 変化（NTV）
- carxs（レポーター、東京MX）
- 魁!武藤塾（千葉テレビ）
- 若大将のゆうゆう散歩　通販コーナー（テレビ朝日）
- 有吉のダレトク！？ ギネスチャレンジ（フジテレビ）
- ビターブラッド（キャバ嬢役、ドラマ、フジテレビ）
- 金曜日のスマたちへ（赤服、TBS）
- 始めての競馬女学園（ネット放送）
- ピーチジョンCM（女ライダー役）
- COCO DEAL（通販モデル）
- Rouge Diamant（通販モデル）

### 映画
- アイドルスナイパーNEO（ヤクザの愛人・小津役）
- HONEY SCOOPERシリーズ（主演・真月蓮 役 市原剛監督）
  - HONEY SCOOPER《EPISODE:01》（2018年9月劇場公開）
  - HONEY SCOOPER《EPISODE:02》DRAGON PRINCESS -龍帝外伝-（2018年9月劇場公開）
  - HONEY SCOOPER《EPISODE:03》DRAGON QUEEN -龍帝外伝-（2018年9月劇場公開）
  - HONEY SCOOPER《EPISODE:04》ASSASSIN MASTER -龍帝外伝-（2019年3月劇場公開）

### DVD
- HASUMIN 石川蓮美（サンクプロジェクト）

### 雑誌
- CLUB HARLEY　グラビア
- ローライダー　グラビア
- EXMXSpecial　企画グラビアワンクール
- プレイボーイ　グラビア
- キャバ嬢フリーペーパーモデル
- 宝島城　グラビア
- 携帯グラビア

### 漫画原作
- 風になるとき。（画：桜沢鈴、mobaman-F、小学館）
- 同級生×嘘（画：桜花みらの、mobaman-F、小学館）
- いぢわるな秘蜜の指導室（画：愛理、mabaman-F、小学館）
- 崖っぷちのシンデレラ（画：奈純伊代、mabaman-F、小学館）

### ライター
- 不良マンガ大解剖（三栄書房）